# Herzenskönigin
Herzenskönigin (La reine de cœur) est une polka française de Johann Strauss II (op. 445). L'œuvre est créée le 6 février 1893 dans la salle Sofienbad de Vienne.

## Histoire
La polka est composée pour le bal du carnaval de l'Association des journalistes de Concordia et est également créée à cette occasion. Cependant, elle ne restera pas longtemps au le répertoire des concerts. Dans les années suivantes, elle est rarement jouée, voire pas du tout. En raison d'un changement d'éditeur, le numéro d'opus 445 est attribué deux fois : la Ninetta-Waltzer possède également ce numéro d'opus.

## Durée
Sa durée d'exécution est de 2 minutes et 40 secondes. Elle peut varier selon l'interprétation musicale du chef d'orchestre.

## Postérité
- En 1973, la pièce est jouée lors du célèbre concert du nouvel an à Vienne, sous la direction de Willi Boskowsky.